# N-Хлорсукцинимид
N-Хлорсукцинимид — органическое соединение, хлорпроизводное сукцинимида. Используется в органическом синтезе в реакциях электрофильного хлорирования сульфидов, сульфоксидов и кетонов, а также для получения N-хлораминов.

## Физические свойства
Соединение представляет собой белые кристаллы с лёгким запахом хлора. Растворимо в воде, малорастворимо в четырёххлористом углероде, бензоле, толуоле и уксусной кислоте, нерастворимо в эфире.

## Применение
Среди всех хлорирующих агентов N-хлорсукцинимид отличается относительной простотой в использовании и мягкими условиями, при которых происходит хлорирование. Одним из применений данного реагента является α-хлорирование карбонильных соединений. Он может действовать непосредственно на литиевые еноляты или силиловые эфиры, что даёт возможность хлорировать карбонильные соединения региоселективно при условии, что енолят или силиловый эфир получены также с необходимой региоселективностью.
Также N-хлорсукцинимид хлорирует сульфиды и сульфоксиды в α-положение. Получаемые продукты обычно легко гидролизуются, однако служат полезными промежуточными соединениями в синтезе других продуктов. Например, эта особенность используется для перевода бензилбромидов в бензальдегиды путём замещения брома на фенилсульфидную группу с последующим α-хлорированием и гидролизом.
N-хлорсукцинимид может хлорировать некоторые ароматические соединения, например, пирролы и индолы, хотя реакция хлорирования не так проста, как соответствующие реакции бромирования и иодирования с использованием N-бромсукцинимида и N-иодсукцинимида.
Вторичные амины удобно превращать в хлорамины с использованием N-хлорсукцинимида, который обеспечивает более удобное выделение продукта, нежели водный раствор гипохлорита.

## Очистка
При долгом хранении реагент желтеет и приобретает сильный запах хлора. Оценить чистоту можно при помощи иодометрии. Очистка N-хлорсукцинимида проводится кристаллизацией из уксусной кислоты.

## Меры предосторожности
N-хлорсукцинимид необходимо хранить вне доступа атмосферной влаги и при охлаждении. Он оказывает острое раздражающее действие и токсический эффект, подобный таковому у свободных галогенов. Работать с ним необходимо по возможности быстро и обязательно в вытяжном шкафу.